# 112 Dywizja Strzelecka (ZSRR)
112 Dywizja Strzelecka (ros. 112-я стрелковая дивизия) – związek taktyczny piechoty Armii Czerwionej.
112 Dywizja Strzelecka (112 DS) została sformowana w 1941. Jej szlak bojowy w składzie 27 Korpusu Strzeleckiego prowadził m.in. przez: Przeworsk, Rzeszów, Morawicę, Chęciny i Przemków, a zakończył się zdobyciem Wrocławia.

## Dowódcy dywizji
- płk Iwan Kopiak (28.09.1941 – 10.10.1941)
- płk Iwan Jermolkin (10.08.1942 – 15.11.1942)
- gen. mjr Porfirij Furt (31.12.1942 – 27.04.1943)
- Piotr Poliakow (01.04.1943 – 31.08.1943)
- płk Dmitrij Żukow[3] (01.01.1945 – 31.05.1945)[4]

## Struktura organizacyjna
- 385 Pułk Strzelecki
- 416 Pułk Strzelecki
- 525 Pułk Strzelecki
- 436 Pułk Artylerii[1]